# Liste der Marskrater/E
| Name         | Benannt nach                                   | Lage                | Mittlerer Durchmesser (km) | Name gültig seit |
| ------------ | ---------------------------------------------- | ------------------- | -------------------------- | ---------------- |
| Eads         | Eads, Ort in Colorado, USA                     | 28,5° S, 30° W      | 2,3                        | 1976             |
| Eagle        | Eagle, Ort in Idaho, USA                       | 49,3° N, 8,2° W     | 13,0                       | 1976             |
| Eberswalde   | Eberswalde, Stadt in Brandenburg, Deutschland  | 23,8° S, 33,3° W    | 65,3                       | 2006             |
| Echt         | Echt, Stadt in Schottland                      | 22,2° S, 28,2° W    | 1,1                        | 1976             |
| Edam         | Edam, Stadt in Nordholland                     | 26,2° S, 20,1° W    | 20,2                       | 1976             |
| Eddie        | Lindsay Eddie, südafrikanischer Astronom       | 12,4° N, 142,1° O   | 89,0                       | 1973             |
| Eger         | Eger, Stadt in Ungarn                          | 48,3° S, 51,9° W    | 13,0                       | 1976             |
| Ehden        | Ehden, Ort in Libanon                          | 8,23° N, 119,01° O  | 57,4                       | Jul 1, 2009      |
| Eil          | Eyl, Stadt in Somalia                          | 42,1° N, 9,8° W     | 5,7                        | 1976             |
| Eilat (2006) | Eilat, Stadt in Israel                         | 56,5° S, 50,1° O    | 31,7                       | Dec 14, 2006     |
| Ejriksson    | Leif Eriksson, isländischer Entdecker          | 42,1° N, 9,8° W     | 5,7                        | 1967             |
| Elath (1976) | Elath, Stadt in Israel                         | 46,2° N, 13,7° W    | 13,2                       | 1976             |
| Elim         | Elim, Ort in Südafrika, Herrnhuter Mission     | 80,2° S, 96,7° O    | 43,0                       | 2006             |
| Ellsley      | Ellsley, Stadt in England                      | 36,6° N, 83,4° W    | 11,1                       | 1991             |
| Elorza       | Elorza, Stadt in Venezuela                     | 8,7° S, 55,3° W     | 47,0                       | Sep 14, 2006     |
| Ely          | Ely, Stadt in Nevada, USA                      | 23,9° S, 27,4° W    | 10,3                       | 1976             |
| Endeavour    | Endeavour (Saskatchewan), Stadt in Kanada      | 2,28° S, 5,2° W     | 21,78                      | Oct 20, 2008     |
| Endurance    | Expeditionsschiff Endurance                    | 2° S, 5,5° W        | 0,13                       |                  |
| Escalante    | Francisco Javier Escalante Plancarte           | 0,19° N, 115,39° W  | 75,26                      | 1973             |
| Escorial     | El Escorial, Stadt in Spanien                  | 77° N, 55,4° W      | 22,7                       | 1991             |
| Esira        | Esira, Ort in Madagaskar                       | 8,96° N, 46,61° W   | 16,26                      | Dec 8, 2014      |
| Esk          | Esk, Stadt in Australien                       | 45,6° N, 7,1° W     | 3,9                        | 1976             |
| Espino       | Espino (Guárico), Stadt in Venezuela           | 19,9° S, 110,2° O   | 12,0                       | 1991             |
| Eudoxus      | Eudoxus, griechischer Astronom                 | 44,52° S, 147,22° W | 98,51                      | 1973             |
| Evpatoriya   | Evpatoriya, Ort in der Autonomen Republik Krim | 46,95° N, 134,36° O | 1,04                       | 1979             |